# Upplands runinskrifter 793
Upplands runinskrifter 793 är en vikingatida runsten av granit i Ullunda, Tillinge socken och Enköpings kommun. 
Runstenen är 1,7 meter hög och 1,1 meter bred. Stenens profil är triangelformig. Runhöjden är sju centimeter.

## Inskriften

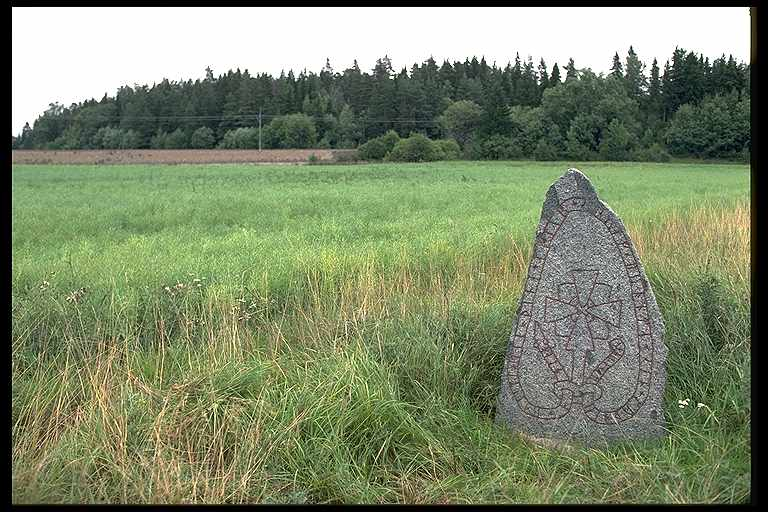
U 793.

Ristningen är ovanligt djup och tydlig.
Translitterering av runraden:
halha × raisti × stin × þina × aftir × (h)rulf × buonta × sin × kuþ hialbi + at hans
Normalisering till runsvenska:
Hælga ræisti stæin þenna æftiʀ Hrolf, boanda sinn. Guð hialpi and hans.
Översättning till nusvenska:
Helga reste denna sten efter Rolf sin man. Gud hjälpe hans ande.